# Arvid Palmgren
Nils Arvid Palmgren (30 de abril de 1890 - 14 de noviembre de 1971) fue un ingeniero sueco, inventor del rodamiento de rodadura esférica mientras trabajaba para la empresa SKF, de la que fue director técnico entre 1937 y 1955.

## Semblanza
Palmgren nació en la localidad de Falun en 1890. Se graduó en Estocolmo en 1909, pasando a ser oficial de reserva en 1911, y graduándose en ingeniería civil en 1916. Ese mismo año se convirtió en empleado de la Junta Nacional de Construcción de Carreteras y Obras Hidráulicas, pero en 1917 comenzó a trabajar como ingeniero de investigación en SKF.
En 1919 recibió la patente en diecinueve países del rodamiento autoajustable, con patente sueca no. 53 856 que se refería a "... el apoyo de los rodillos contra las pistas de rodadura a lo largo de toda o la mayor parte de la longitud del rodamiento". En los años 1937–1955, fue director del departamento técnico de SKF.
También desarrolló teorías para calcular la vida útil de los rodamientos de bolas, que todavía están en uso. En 1924, publicó una hipótesis de daño parcial ampliamente utilizada para la carga de fatiga de las estructuras. Su artículo, sin embargo, inicialmente recibió solo una atención limitada y fue solo cuando el estadounidense M. A. Miner en 1945 publicó la misma hipótesis que tuvo un impacto. Ahora a menudo se la llama hipótesis de daños parciales de Palmgren-Miner.
Se doctoró en el Real Instituto Tecnológico de Estocolmo (KTH) en 1930, con una tesis sobre "Análisis estadístico sobre la capacidad de carga de los rodamientos".
Se había casado en 1916 con Mary Ann Roempke (1888-1947).
También obtuvo la Swedish patent 90459 Anordning vid elektriska musikinstrument.pdf Patente Sueca 90459 sobre un dispositivo para instrumentos musicales eléctricos, presentada en 1932 y concedida en 1937.
Falleció en la ciudad de Lerum en 1971.

## Reconocimientos
- Palmgren recibió la medalla de oro de la Academia de Ciencias de la Ingeniería de Suecia en 1938, y también fue elegido en 1943 como miembro de la misma academia.